# Ciprian Petre
Ciprian Cătălin Petre (n. 10 decembrie 1980, București, România) este un fotbalist român retras din activitate, care a jucat pe post de mijlocaș la echipe ca Gaz Metan, Juventus București și Gloria Bistrița.
Și-a încheiat cariera de fotbalist la 41 de ani, după patru sezoane la FC Buzău.